# Rudolf Tobias

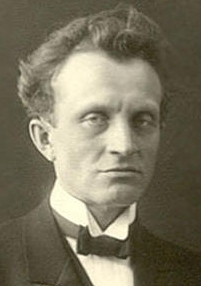
Rudolf Tobias

Rudolf Tobias (* 17. Maijul. / 29. Mai 1873greg. in Selja, Insel Hiiumaa; † 29. Oktober 1918 in Berlin-Wilmersdorf) war ein estnischer Komponist und Organist.

## Leben
Tobias studierte ab 1893 am Sankt Petersburger Konservatorium u. a. bei Nikolai Rimski-Korsakow. In dieser Zeit entstand seine Kantate Johannes von Damaskus, ebenso schrieb er das Oratorium Des Jona Sendung für Soli, Chor, Orgel und großes Orchester (Uraufführung am 26. November 1909 in der Leipziger Andreaskirche). 1904 ging Tobias nach Tartu, 1910 nach Berlin, wo er zunächst als Dozent, später als Professor an der Königlichen Hochschule für Musik wirkte. 1914 nahm er die preußische Staatsbürgerschaft an. 1918 starb er in seiner Wohnung in der Pariser Straße 46 in Berlin-Wilmersdorf an einer Lungenentzündung und wurde auf dem Friedhof Wilmersdorf bestattet.
Im Jahre 1992 wurde sein Leichnam nach Kullamaa überführt und umgebettet.
Von 1994 bis zu ihrer Ablösung durch den Euro zierte das Abbild Rudolf Tobias’ die Vorderseite der 50-Kronen-Note.